# Hoteryw
| System                         | Oddział  | Piętro    | Wiek (mln lat) |
| ------------------------------ | -------- | --------- | -------------- |
| Paleogen                       | Paleocen | Dan       | młodsze        |
| Kreda                          | Górna    | Mastrycht | 66,0–72,1      |
| Kreda                          | Górna    | Kampan    | 72,1–83,6      |
| Kreda                          | Górna    | Santon    | 83,6–86,3      |
| Kreda                          | Górna    | Koniak    | 86,3–89,8      |
| Kreda                          | Górna    | Turon     | 89,8–93,9      |
| Kreda                          | Górna    | Cenoman   | 93,9–100,5     |
| Kreda                          | Dolna    | Alb       | 100,5–113,0    |
| Kreda                          | Dolna    | Apt       | 113,0–125,0    |
| Kreda                          | Dolna    | Barrem    | 125,0–129,4    |
| Kreda                          | Dolna    | Hoteryw   | 129,4–132,9    |
| Kreda                          | Dolna    | Walanżyn  | 132,9–139,8    |
| Kreda                          | Dolna    | Berrias   | 139,8–145,0    |
| Jura                           | Górna    | Tyton     | starsze        |
| Podział według IUGS, luty 2017 |          |           |                |

Hoteryw (ang. Hauterivian)
- w sensie geochronologicznym – trzeci wiek wczesnej kredy, trwający około 3,5 miliona lat (od ok. 132,9 do ok. 129,4 mln lat temu). Hoteryw jest młodszy od walanżynu a starszy od barremu.

- w sensie chronostratygraficznym – trzecie piętro dolnej kredy w eratemie mezozoicznym, wyższe od walanżynu a niższe od barremu. Stratotyp dolnej granicy walanżynu nie jest jeszcze zatwierdzony przez ICS. Dolną granicę wyznacza najniższe wystąpienie amonita z rodzaju Acanthodiscus.

Nazwa piętra (wieku) pochodzi od miejscowości Hauterive koło Neuchâtel w zachodniej Szwajcarii.

## Fauna hoterywu

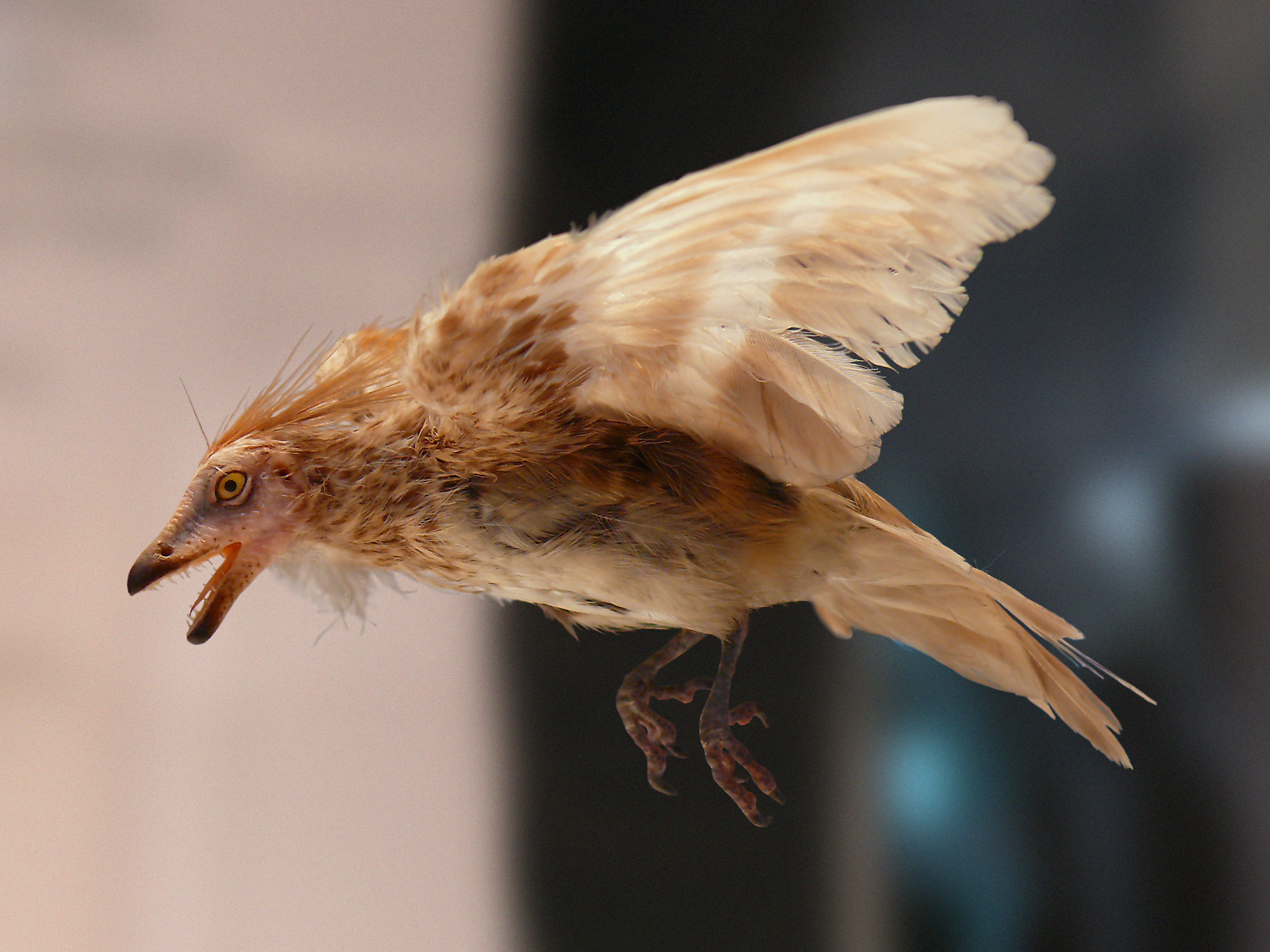
Iberomesornis

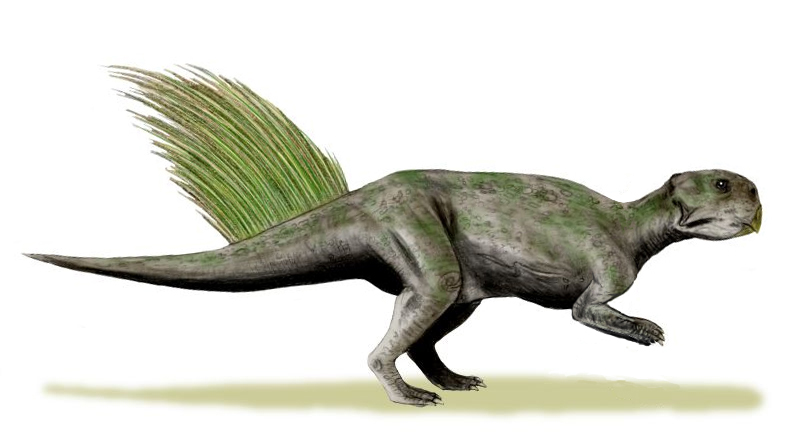
Psitakozaur

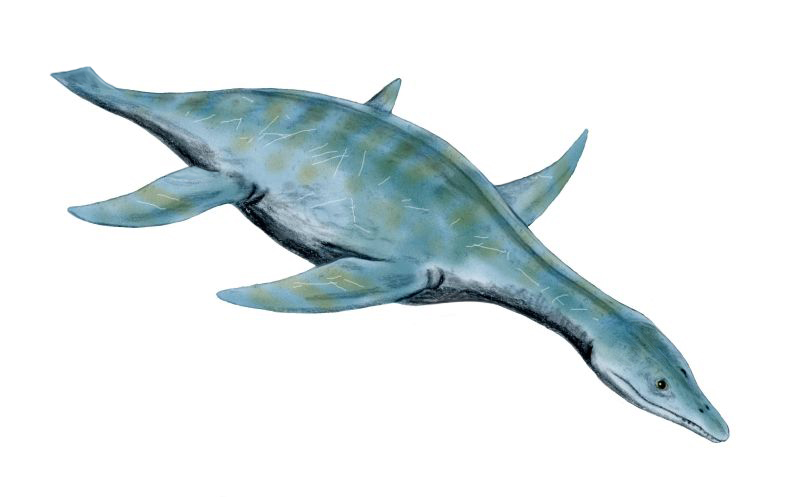
Leptoklid

### Ssaki
- Eobaatar – wieloguzkowiec, Hiszpania, Mongolia

### Ptaki
- ? Gallornis – Francja
- Iberomesornis – Hiszpania

### Nieptasieteropody
- Kinnareemimus – ornitomimozaur; Tajlandia
- Harpymim – ornitomimozaur; Mongolia
- Ligabino – abelizauroid; Patagonia

### Zauropody
- Histriazaur – diplodokokształtny; Chorwacja
- Aragozaur – kamarazaur; Hiszpania

### Ornitopody
- Iguanodon – iguanodon; Wielka Brytania, Niemcy, Belgia, Hiszpania, Rumunia, Mongolia[1], ? USA[2]
- Waldozaur – iguanodon; Wielka Brytania

### Ceratopsy
- psitakozaur – psitakozaur; Chiny, Mongolia

### Pterozaury
- ? Dendrorhynchoides – ramforynch; Chiny

### Plezjozaury
- Abyssosaurus; Rosja
- Leptoklid – pliozaur; Wielka Brytania, RPA[3]
- Luskhan – pliozaur; Rosja

### Amonity
- Acanthodiscus – Argentyna
- Abrytasites – Czechy